# Antiochos VI.

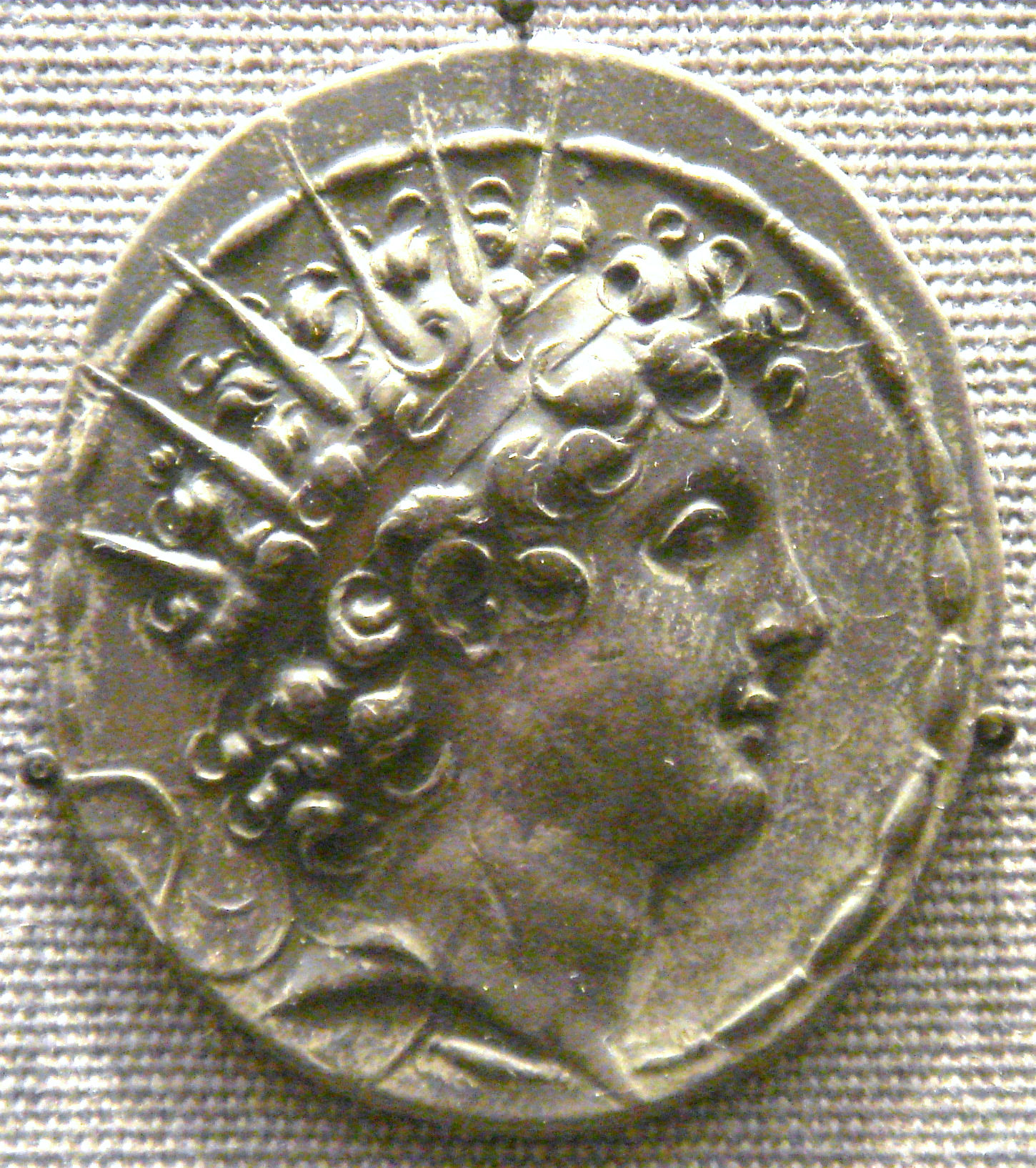
Münze des Antiochos VI.

Antiochos VI. Dionysos (altgriechisch Αντίοχος Διόνυσος Antíochos Diónysos; * um 148 v. Chr.; † ca. 142 v. Chr.) war König des Seleukidenreichs. Er war der Sohn Alexanders I. Balas und Kleopatra Theas, der Tochter Ptolemaios’ VI.
Tatsächlich trat Antiochos VI. die Regierung nicht an. Er wurde vermutlich bereits 144 v. Chr. vom in Opposition zu Demetrios II. Nikator stehenden General Diodotos Tryphon zum Thronerben bestimmt. Um ca. 142/1 v. Chr. starb er. Während einige antike Autoren beschreiben, dass er bei einer Operation ums Leben gekommen sei, bezichtigen andere Diodotos Tryphon als Mörder des jungen Königs.